# Tributen på 100 jungfrur
Tributen på 100 jungfrur (Spanska: Tributo de las cien vírgenes) är en spansk myt som ingår i Reconquistas legender. 
Enligt myten tvingades det kristna kungariket Asturien under en period erlägga en årlig tribut på etthundra jungfrur till det muslimska emiratet Córdoba; hälften adliga och hälften icke adliga flickor.
Myten beskrevs först i Privilegio del voto från omkring 1150. Den troddes länge vara sann, och tillskrevs kung Mauregatus på 700-talet, som demoniserades på grund av sin allians med morerna och störtades från tronen. Den följande kungen ska ha vägrat tributen, en konflikt som slutade med att morerna gav upp sina krav på den. Den förmodas ha inspirerats av ryktena om de moriska härskarnas harem, där slavflickor gjordes till konkubiner. 
Myten användes flitigt som propaganda av reconquistans förespråkare, både under medeltiden och långt fram i tiden. 